# Дифеза (Катанцаро)
Дифеза је насеље у Италији у округу Катанцаро, региону Калабрија.
Према процени из 2011. у насељу је живело 229 становника. Насеље се налази на надморској висини од 29 м.